# Cologne Grand Prix 1981
Il Cologne Grand Prix 1981 è stato un torneo di tennis giocato sul cemento indoor. È stata la 6ª edizione del Cologne Grand Prix, che fa parte del Volvo Grand Prix 1981. Si è giocato a Colonia in Germania, dal 26 ottobre al 1º novembre 1981.

## Campioni

### Singolare
Ivan Lendl ha battuto in finale  Sandy Mayer con il punteggio di 6–3, 6–3

### Doppio
Sandy Mayer /  Frew McMillan hanno battuto in finale  Jan Kodeš /  Karl Meiler con il punteggio di 6–0, 6–3